# 1888년
1888년은 일요일로 시작하는 윤년이다.

## 연호
- 청(淸) 광서(光緖) 14년
- 일본(日本) 메이지(明治) 21년
- 응우옌 왕조(阮朝) 동카인(同慶) 3년

## 기년
- 청(淸) 덕종 광서제(德宗 光緖帝) 14년
- 조선(朝鮮) 고종(高宗) 25년
- 응우옌 왕조(阮朝) 동경제(同慶帝) 3년

## 사건
- 6월 23일 - 프레데릭 더글러스가 아프리카계 미국인으로서는 처음으로 미국 부통령 후보로 지명되다.
- 조·러 육로통상조약의 체결

## 문화
- 9월 19일 - 벨기에 스파에서 세계 최초의 미인대회 열림
- 10월 9일 - 그 당시 가장 높은 건물이었던 워싱턴 기념탑이 공개되다.

## 탄생

### 1월
- 1월 1일
  - 체코슬로바키아의 작가 에두아르트 바스. (~1946년)
  - 미국의 총기 개발자 존 개런드. (~1948년)

### 2월
- 2월 25일 - 미국의 정치가 존 포스터 덜레스. (~1959년)

### 3월
- 3월 7일 - 대한민국 독립운동가, 정치인 지청천. (~1957년)

### 4월
- 4월 6일 - 독일의 화가, 영화 감독 한스 리허터. (~1976년)
- 4월 7일 - 대한민국의 독립운동가 이용. (~1954년)
- 4월 17일 - 독일의 군악병 헤름스 닐. (~1954년)
- 4월 23일 - 일제강점기의 관료 이각종. (~1968년)
- 4월 28일- 포르투갈의 정치인 안토니우 드 올리베이라 살라자르. (~1970년)

### 5월
- 5월 9일 - 제1차 세계 대전 당시 이탈리아 전투기 조종사 프란세스코 바라카. (~1918년)
- 5월 13일 - 덴마크의 지진학자 잉에 레만. (~1993년)
- 5월 23일 - 일제강점기의 소설가 홍명희. (~1968년)

### 6월
- 6월 5일 - 대한민국의 독립운동가 김경천. (~1942년)
- 6월 11일 - 독일의 법학자, 정치학자 카를 슈미트. (~1985년)
- 6월 17일 - 나치 독일의 상급대장 하인츠 구데리안. (~1954년)

### 7월
- 7월 12일 - 미국의 야구 선수 해리 크라우스. (~1940년)
- 7월 22일 - 미국의 세균학자 셀먼 에이브러햄 왁스먼. (~1973년)
- 7월 23일 - 미국의 작가, 레이먼드 챈들러. (~1959년)
- 7월 27일 - 독일의 황제 오스카어 폰 프로이센 왕자. (~1958년)

### 8월
- 8월 12일 - 덴마크의 왕자 로젠보리 백작 악셀 왕자. (~1964년)
- 8월 13일 - 영국의 발명가 존 로지 베어드. (~1946년)
- 8월 16일 - 영국의 군인, 외교관, 탐험가 토머스 에드워드 로런스. (~1935년)
- 8월 22일 - 중화민국의 정치인 오쓰키 가오루. (~1970년)

### 9월
- 9월 5일 - 인도의 대통령, 정치인 사르베팔리 라다크리슈난. (~1975년)
- 9월 10일 - 오스트레일리아의 배우 이언 플레밍. (~1969년)
- 9월 11일 - 쇼쇼. (~1923년)
- 9월 12일 - 프랑스의 배우 모리스 슈발리에. (~1972년)
- 9월 16일 - 핀란드의 작가 프란스 에밀 실란패. (~1964년)
- 9월 18일 - 대한민국의 군인 김준원. (~1969년)
- 9월 26일 - 영국의 시인, 평론가 T. S. 엘리엇. (~1965년)
- 9월 30일 - 일제 강점기와 대한민국의 금융인 겸 기업인 민규식. (~?)

### 10월
- 10월 16일 - 미국의 극작가 유진 오닐. (~1953년)
- 10월 21일 - 나치 독일의 군인 카린 괴링. (~1931년)

### 11월
- 11월 3일 - 대한민국의 독립운동가 강근호. (~1960년)
- 11월 6일 - 일제강점기의 중추원 참의 손재하. (~1952년)
- 11월 9일 - 프랑스의 경제학자, 행정가 장 모네.
- 11월 24일 - 미국의 작가, 교육가 데일 카네기. (~1955년)

### 12월
- 12월 24일 - 일제 강점기의 국어학자 이윤재. (~1943년)

### 미상
- 대한제국의 독립운동가 김경. (~1940년)
- 일본의 육군 군인 다카하시 다카아쓰. (~1952년)

## 사망
- 1월 19일 - 일본의 자유민권운동가 하코다 로쿠스케. (1850년~)
- 3월 9일 - 독일 제국의 제2대 황제 빌헬름 1세. (1797년~)
- 6월 15일 - 독일 제국의 제2대 황제 프리드리히 3세. (1831년~)

## 달력
| 1월 |    |    |    |    |    |    |
| 일  | 월 | 화 | 수 | 목 | 금 | 토 |
| 1   | 2  | 3  | 4  | 5  | 6  | 7  |
| 8   | 9  | 10 | 11 | 12 | 13 | 14 |
| 15  | 16 | 17 | 18 | 19 | 20 | 21 |
| 22  | 23 | 24 | 25 | 26 | 27 | 28 |
| 29  | 30 | 31 |    |    |    |    |

| 2월 |    |    |    |    |    |    |
| 일  | 월 | 화 | 수 | 목 | 금 | 토 |
|     |    |    | 1  | 2  | 3  | 4  |
| 5   | 6  | 7  | 8  | 9  | 10 | 11 |
| 12  | 13 | 14 | 15 | 16 | 17 | 18 |
| 19  | 20 | 21 | 22 | 23 | 24 | 25 |
| 26  | 27 | 28 | 29 |    |    |    |

| 3월 |    |    |    |    |    |    |
| 일  | 월 | 화 | 수 | 목 | 금 | 토 |
|     |    |    |    | 1  | 2  | 3  |
| 4   | 5  | 6  | 7  | 8  | 9  | 10 |
| 11  | 12 | 13 | 14 | 15 | 16 | 17 |
| 18  | 19 | 20 | 21 | 22 | 23 | 24 |
| 25  | 26 | 27 | 28 | 29 | 30 | 31 |

| 4월 |    |    |    |    |    |    |
| 일  | 월 | 화 | 수 | 목 | 금 | 토 |
| 1   | 2  | 3  | 4  | 5  | 6  | 7  |
| 8   | 9  | 10 | 11 | 12 | 13 | 14 |
| 15  | 16 | 17 | 18 | 19 | 20 | 21 |
| 22  | 23 | 24 | 25 | 26 | 27 | 28 |
| 29  | 30 |    |    |    |    |    |

| 5월 |    |    |    |    |    |    |
| 일  | 월 | 화 | 수 | 목 | 금 | 토 |
|     |    | 1  | 2  | 3  | 4  | 5  |
| 6   | 7  | 8  | 9  | 10 | 11 | 12 |
| 13  | 14 | 15 | 16 | 17 | 18 | 19 |
| 20  | 21 | 22 | 23 | 24 | 25 | 26 |
| 27  | 28 | 29 | 30 | 31 |    |    |

| 6월 |    |    |    |    |    |    |
| 일  | 월 | 화 | 수 | 목 | 금 | 토 |
|     |    |    |    |    | 1  | 2  |
| 3   | 4  | 5  | 6  | 7  | 8  | 9  |
| 10  | 11 | 12 | 13 | 14 | 15 | 16 |
| 17  | 18 | 19 | 20 | 21 | 22 | 23 |
| 24  | 25 | 26 | 27 | 28 | 29 | 30 |

| 7월 |    |    |    |    |    |    |
| 일  | 월 | 화 | 수 | 목 | 금 | 토 |
| 1   | 2  | 3  | 4  | 5  | 6  | 7  |
| 8   | 9  | 10 | 11 | 12 | 13 | 14 |
| 15  | 16 | 17 | 18 | 19 | 20 | 21 |
| 22  | 23 | 24 | 25 | 26 | 27 | 28 |
| 29  | 30 | 31 |    |    |    |    |

| 8월 |    |    |    |    |    |    |
| 일  | 월 | 화 | 수 | 목 | 금 | 토 |
|     |    |    | 1  | 2  | 3  | 4  |
| 5   | 6  | 7  | 8  | 9  | 10 | 11 |
| 12  | 13 | 14 | 15 | 16 | 17 | 18 |
| 19  | 20 | 21 | 22 | 23 | 24 | 25 |
| 26  | 27 | 28 | 29 | 30 | 31 |    |

| 9월 |    |    |    |    |    |    |
| 일  | 월 | 화 | 수 | 목 | 금 | 토 |
|     |    |    |    |    |    | 1  |
| 2   | 3  | 4  | 5  | 6  | 7  | 8  |
| 9   | 10 | 11 | 12 | 13 | 14 | 15 |
| 16  | 17 | 18 | 19 | 20 | 21 | 22 |
| 23  | 24 | 25 | 26 | 27 | 28 | 29 |
| 30  |    |    |    |    |    |    |

| 10월 |    |    |    |    |    |    |
| 일   | 월 | 화 | 수 | 목 | 금 | 토 |
|      | 1  | 2  | 3  | 4  | 5  | 6  |
| 7    | 8  | 9  | 10 | 11 | 12 | 13 |
| 14   | 15 | 16 | 17 | 18 | 19 | 20 |
| 21   | 22 | 23 | 24 | 25 | 26 | 27 |
| 28   | 29 | 30 | 31 |    |    |    |

| 11월 |    |    |    |    |    |    |
| 일   | 월 | 화 | 수 | 목 | 금 | 토 |
|      |    |    |    | 1  | 2  | 3  |
| 4    | 5  | 6  | 7  | 8  | 9  | 10 |
| 11   | 12 | 13 | 14 | 15 | 16 | 17 |
| 18   | 19 | 20 | 21 | 22 | 23 | 24 |
| 25   | 26 | 27 | 28 | 29 | 30 |    |

| 12월 |    |    |    |    |    |    |
| 일   | 월 | 화 | 수 | 목 | 금 | 토 |
|      |    |    |    |    |    | 1  |
| 2    | 3  | 4  | 5  | 6  | 7  | 8  |
| 9    | 10 | 11 | 12 | 13 | 14 | 15 |
| 16   | 17 | 18 | 19 | 20 | 21 | 22 |
| 23   | 24 | 25 | 26 | 27 | 28 | 29 |
| 30   | 31 |    |    |    |    |    |

### 음양력 대조 일람
| 음력월 | 월건 | 대소 | 음력 1일의 양력 월일 | 음력 1일 간지 |
| ------ | ---- | ---- | -------------------- | ------------- |
| 1월    | 갑인 | 대   | 2월 12일             | 계축          |
| 2월    | 을묘 | 소   | 3월 13일             | 계미          |
| 3월    | 병진 | 대   | 4월 11일             | 임자          |
| 4월    | 정사 | 대   | 5월 11일             | 임오          |
| 5월    | 무오 | 소   | 6월 10일             | 임자          |
| 6월    | 기미 | 대   | 7월 9일              | 신사          |
| 7월    | 경신 | 소   | 8월 8일              | 신해          |
| 8월    | 신유 | 소   | 9월 6일              | 경진          |
| 9월    | 임술 | 대   | 10월 5일             | 기유          |
| 10월   | 계해 | 소   | 11월 4일             | 기묘          |
| 11월   | 갑자 | 대   | 12월 3일             | 무신          |
| 12월   | 을축 | 소   | 1889년 1월 2일       | 무인          |